# Geodia breviana
Espèce
Geodia breviana est une espèce d'éponges de la famille des Geodiidae présente au large de la Californie à l'est de l'océan Pacifique.

## Taxonomie
L'espèce est décrite par Robert Lendlmayr von Lendenfeld en 1910.